# Zona de recarga

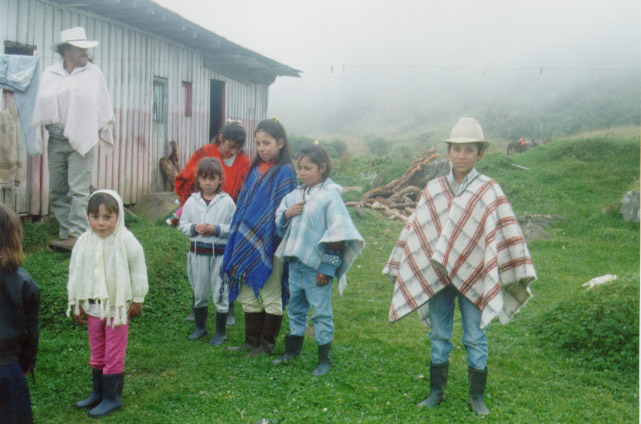
Ejemplo de una zona de recarga: un clima húmedo, frío, y terreno con ondulaciones suaves.

La zona de recarga (o área de recarga) es la parte de la cuenca hidrográfica en la cual, por las condiciones climatológicas, geológicas y topográficas, una gran parte de las precipitaciones se infiltran en el suelo, llegando a recargar los acuíferos en las partes más bajas de la cuenca.
Principales características de una zona de recarga:
- desde el punto de vista climatológico, son zonas con precipitación media anual alta, evaporación media o baja, humedad elevada;
- desde el punto de vista geológico, son suelos permeables o medianamente permeables, y
- desde el punto de vista topográfico, son configuraciones planas o levemente onduladas.

## Contaminantes en el proceso de recarga
Las zonas de recarga de acuíferos son particularmente delicadas desde el punto de vista de la contaminación hídrica, ya que,  las sustancias contaminantes una vez que entran en los aquíferos permanecen ahí durante períodos muy largos. Particularmente algunas actividades humanas llevan implícitos determinados peligros de contaminación.  La tabla siguiente menciona algunas actividades peligrosas si desarrolladas en zonas de recarga.
| Fuente de Contaminación                       | Tipo de contaminante                                                                                          |
| Actividad agrícola                            | Nitratos; amoniaco; pesticidas; microorganismos fecales                                                       |
| Saneamiento in situ                           | Nitratos; microorganismos fecales; trazas de hidrocarburos sintéticos                                         |
| Gasolineras y Talleres automotrices           | Benceno; otros hidrocarburos aromáticos; fenoles; algunos hidrocarburos halogenados                           |
| Depósito final de residuos sólidos            | Amonio; salinidad; algunos hidrocarburos halogenados; metales pesados                                         |
| Industrias metalúrgicas                       | Tricloroetileno; tetracloroetileno; otros hidrocarburos halogenados; metales pesados; fenoles; cianuro        |
| Talleres de pintura y esmaltes                | Alcalobencenos; tetracloroetileno; otros hidrocarburos halogenados; metales; algunos hidrocarburos aromáticos |
| Industria maderera                            | Pentaclorofenol; algunos hidrocarburos aromáticos                                                             |
| Tintorerías                                   | Tricloroetileno; tetracloroetileno                                                                            |
| Manufactura de pesticidas                     | algunos hidrocarburos halogenados; fenoles; arsénico; metales pesados                                         |
| Depósito final de lodos residuales domésticos | Nitratos; plomo; cinc; varios hidrocarburos halogenados                                                       |
| Curtidurías                                   | Cromo; salinidad; algunos hidrocarburos halogenados; fenoles;                                                 |
| Explotación y extracción de petróleo/gas      | Salinidad (cloruro de sodio); hidrocarburos aromáticos                                                        |
| Minas de carbón y de metales                  | Acidez; diversos metales pesados; hierro; sulfatos                                                            |